# Deng Mao
Deng Mao (?-184) était un haut dirigeant des turbans jaunes dans la Chine du IIIe siècle..
Deng Mao a accompagné Cheng Yuanzhi sur une expédition contre les forces impériales des Han. Les forces des turbans jaunes étaient fortes de 50 000 disciples. L'ennemi été composé tout juste 500 volontaires menés par Liu Bei, et de ses frères assermentés Guan Yu et Zhang Fei.
Liu Bei attaqua les turbans jaunes, ainsi Cheng Yuanzhi a envoyé Deng Mao en avant pour commencer la bataille. Liu Bei envoya Zhang Fei à sa rencontre et tua d'un seul coup Deng Mao. Les turbans jaunes commencèrent bientôt à perdre la bataille.